# ТЭ-2 (торпеда)
ТЭ—2 — российская телеуправляемая электрическая универсальная самонаводящаяся торпеда для поражения подводных лодок, во всех диапазонах глубин и скоростей их хода, крупных надводных кораблей и судов, а также разрушения неподвижных надводных целей.
Торпеды состоят на вооружении надводных кораблей, подводных лодок и морской авиации ВМФ России с 2021 года.

## История проектирования
Создана коллективом конструкторов концерна «Морское подводное оружие — Гидроприбор». ТЭ-2 была представлена в 2019 году на Петербургском военно-морском салоне. В 2021 году завершились государственные испытания торпеды.

## Принцип работы
Перед выстрелом в торпеду расположенную в торпедном аппарате вводят исходные расчётные данные до атакуемой цели. После выхода торпеды из торпедного аппарата и запуска двухрежимного электродвигателя постоянного тока, она начинает движение в сторону цели со скоростью 32 узла при автономном режиме работы или 45 узлов при телеуправляемом режиме работы.
При телеуправляемом режиме лодочная буксируемая катушка отделяется от торпеды и буксируется подводной лодкой. Во время движения электрическая торпеда не оставляет видимого следа, а провод управления сматывается с буксируемой и с торпедной катушек. Корректирование торпеды по курсу и глубине, на атакуемую цель, производится по проводу комплекса телеуправления. Если атакуемая цель изменяет свой курс или начинает маневрировать то, после определения новых данных до цели, по проводу передаётся команда на приборы управления рулями и торпеда направляется по откорректированному курсу.
Комплекс телеуправления по проводу обеспечивает в сложной помеховой обстановке вывод торпеды на цель в зону действия системы самонаведения и учитывает все изменения поведения цели.
С выходом торпеды в зону действия системы самонаведения, её универсальная гидроакустическая аппаратура осуществляет поиск и захват атакуемой цели и управляет рулями по курсу и глубине, обеспечивая выход торпеды на цель.
Как только торпеда входит в зону действия неконтактного взрывателя, происходит подрыв заряда БЧ и поражение атакуемой цели.

## Конструкция
Торпеда обладает высокой работоспособностью в мелководных районах, низким уровнем собственных шумов, сроком службы до 10 лет, автоматизированным контролем технического состояния и способностью оптимального решения тактических задач поражения
цели в режиме самонаведения.
Используется надводными кораблями (в автономном режиме) и подводными лодками (в автономном и телеуправляемом режимах).
Торпеда ТЭ-2 имеет сигарообразную форму разделённую на семь основных отсеков:
1. Головной отсек;
2. Боевое зарядное отделение;
3. Приборный отсек;
4. Батарейное отделение;
5. Силовой отсек;
6. Кормовой отсек с хвостовой частью;
7. Лодочная катушка телеуправления[1].

Головной отсек включает универсальную акустическую систему самонаведения (активно-пассивную — для стрельбы по ПЛ и подструйную — для стрельбы по НК).
В боевом зарядном отделении находятся неконтактный и контактный взрыватели и заряд взрывчатого вещества типа морской смеси, обеспечивающий эффективное поражение цели.
В приборном отсеке смонтирована малогабаритная специализированная вычислительная машина, электронный блок системы телеуправления и элементы системы автоматизированного контроля.
В батарейном отделении помещается батарея одноразового действия, активируемая морской водой.
В силовом отсеке имеются электрическая двухрежимная энергосиловая установка, блок установки глубины и блок установки курса с механическим (шпиндельным) вводом данных (для ТЭ-2-01) и торпедная катушка телеуправления (ТКТУ).
В кормовом отсеке с хвостовой частью расположены гребные винты и четыре пера с вертикальными и горизонтальными рулями для управления торпедой по направлению и глубине на несущих плоскостях которых закреплён разъём для электрического ввода данных (для ТЭ-2-02).

## Модификации
- ТЭ-2 модель 01 — предназначена для 533-мм торпедных аппаратов с механическим вводом данных;
- ТЭ-2 модель 02 — предназначена для 533-мм торпедных аппаратов с электрическим вводом данных;
- ТЭ-2 модель 03 — имеет повышенные скорость хода и радиус самонаведения по подводным лодкам и надводным кораблям, предназначена для 533-мм торпедных аппаратов с электрическим вводом данных.